# Обериккельсхайм
Обериккельсхайм (нем. Oberickelsheim) — община в Германии, в земле Бавария.
Подчиняется административному округу Средняя Франкония. Входит в состав района Нойштадт-ан-дер-Айш-Бад-Виндсхайм. Подчиняется управлению Уффенхайм. Население составляет 705 человек (на 31 декабря 2010 года). Занимает площадь 18,22 км².
Община подразделяется на 3 административные единицы.

## Население
По оценке на 31 декабря 2015 года население общины Обериккельсхайм составляет 693 чел. 

| Дата      | 1840 | 1871 | 1900 | 1925 | 1939 | 1950 | 1961 | 1970 | 1987 | 2011 |
| --------- | ---- | ---- | ---- | ---- | ---- | ---- | ---- | ---- | ---- | ---- |
| Население | 859  | 825  | 891  | 871  | 798  | 1232 | 875  | 789  | 699  | 713  |

| Год       | 1960 | 1970 | 1980 | 1990 | 2000 | 2009 | 2010 | 2011 | 2012 | 2013 | 2014 | 2015 |
| --------- | ---- | ---- | ---- | ---- | ---- | ---- | ---- | ---- | ---- | ---- | ---- | ---- |
| Население | 843  | 777  | 654  | 715  | 749  | 685  | 705  | 703  | 699  | 694  | 679  | 693  |